# Raue Gänsedistel
Die Raue Gänsedistel (Sonchus asper) ist eine Pflanzenart aus der Gattung der Gänsedisteln (Sonchus) innerhalb der Familie der Korbblütler (Asteraceae).

## Beschreibung

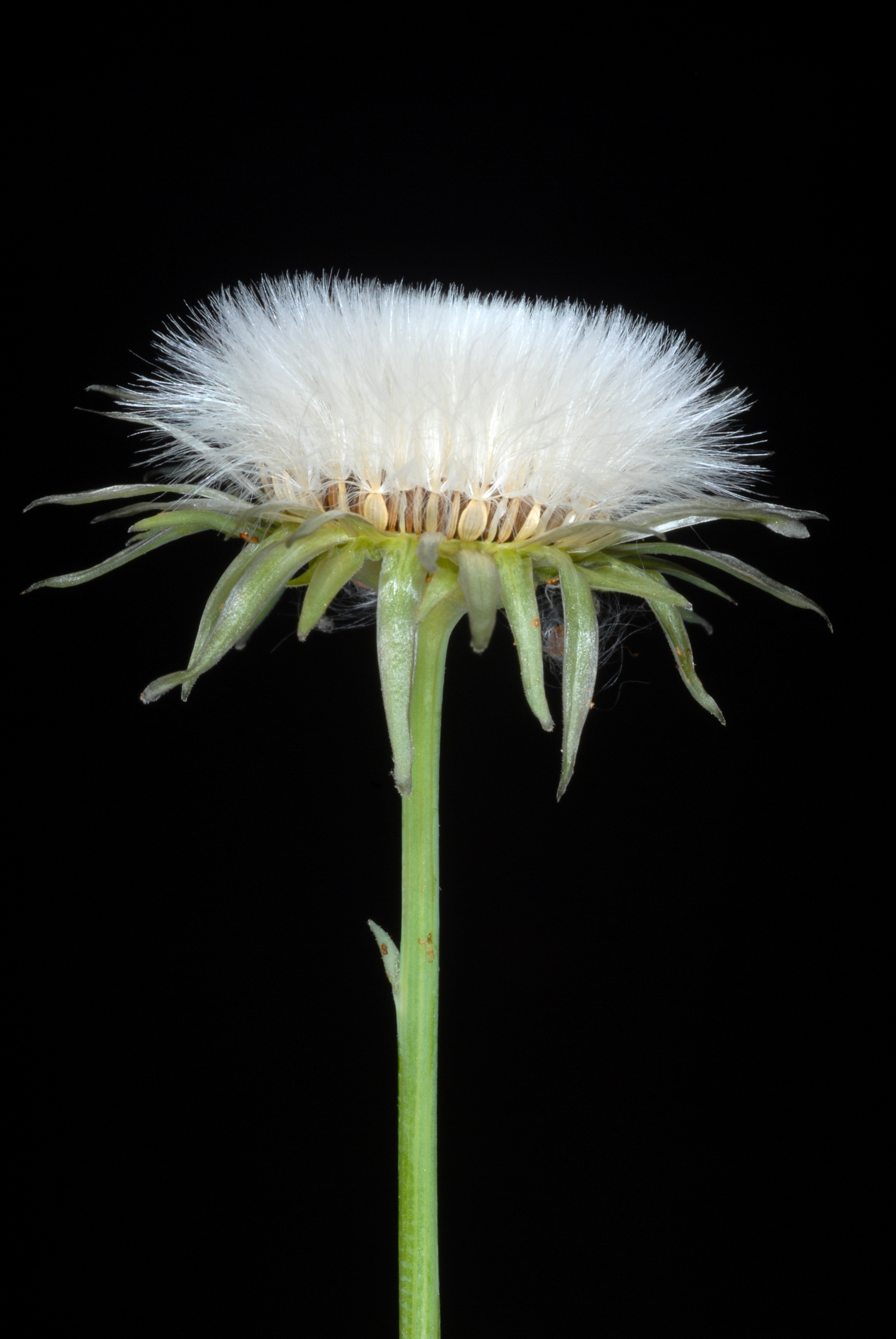
Fruchtstand mit Korbhülle, Achänen und Pappus

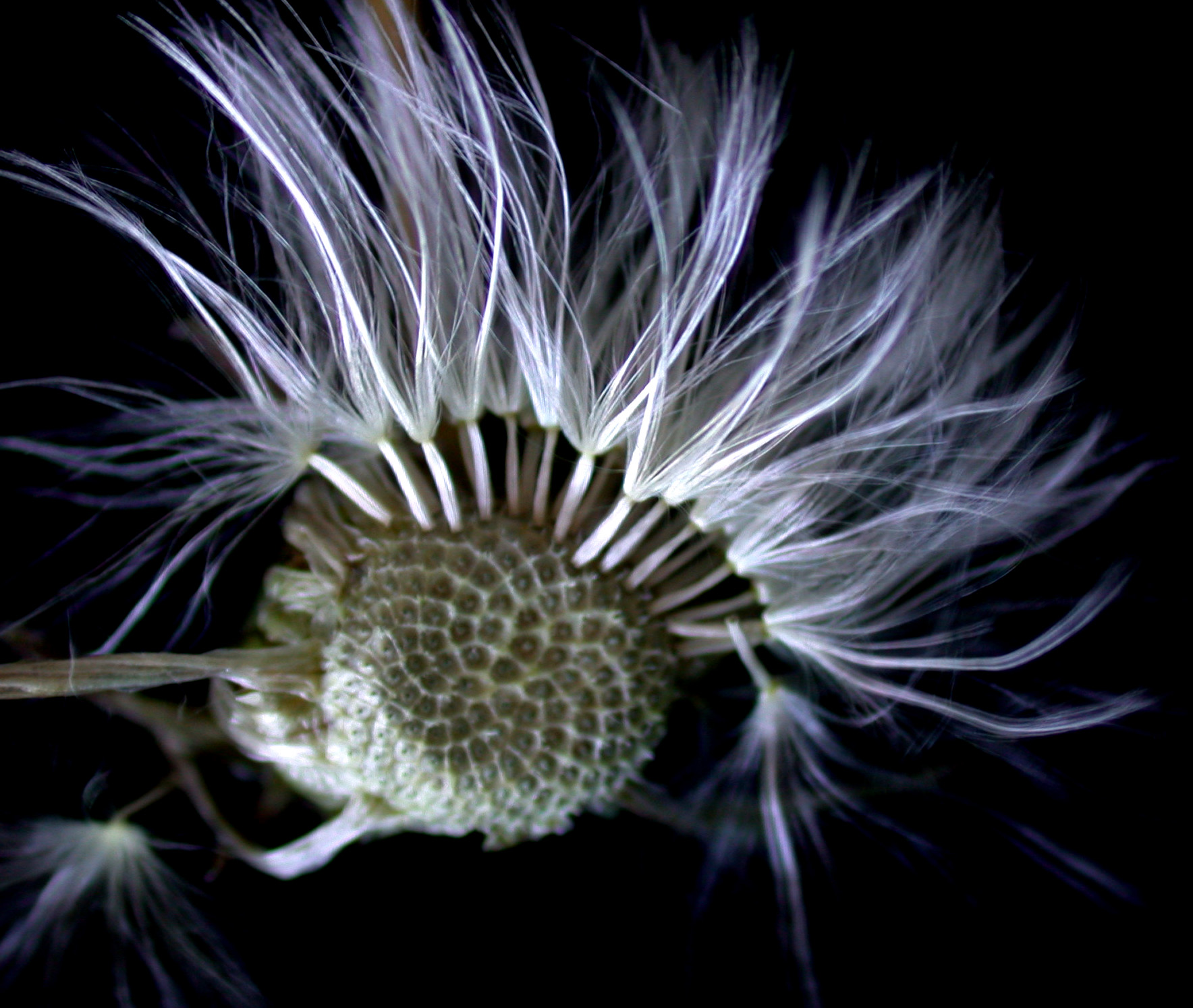
Fruchtstand

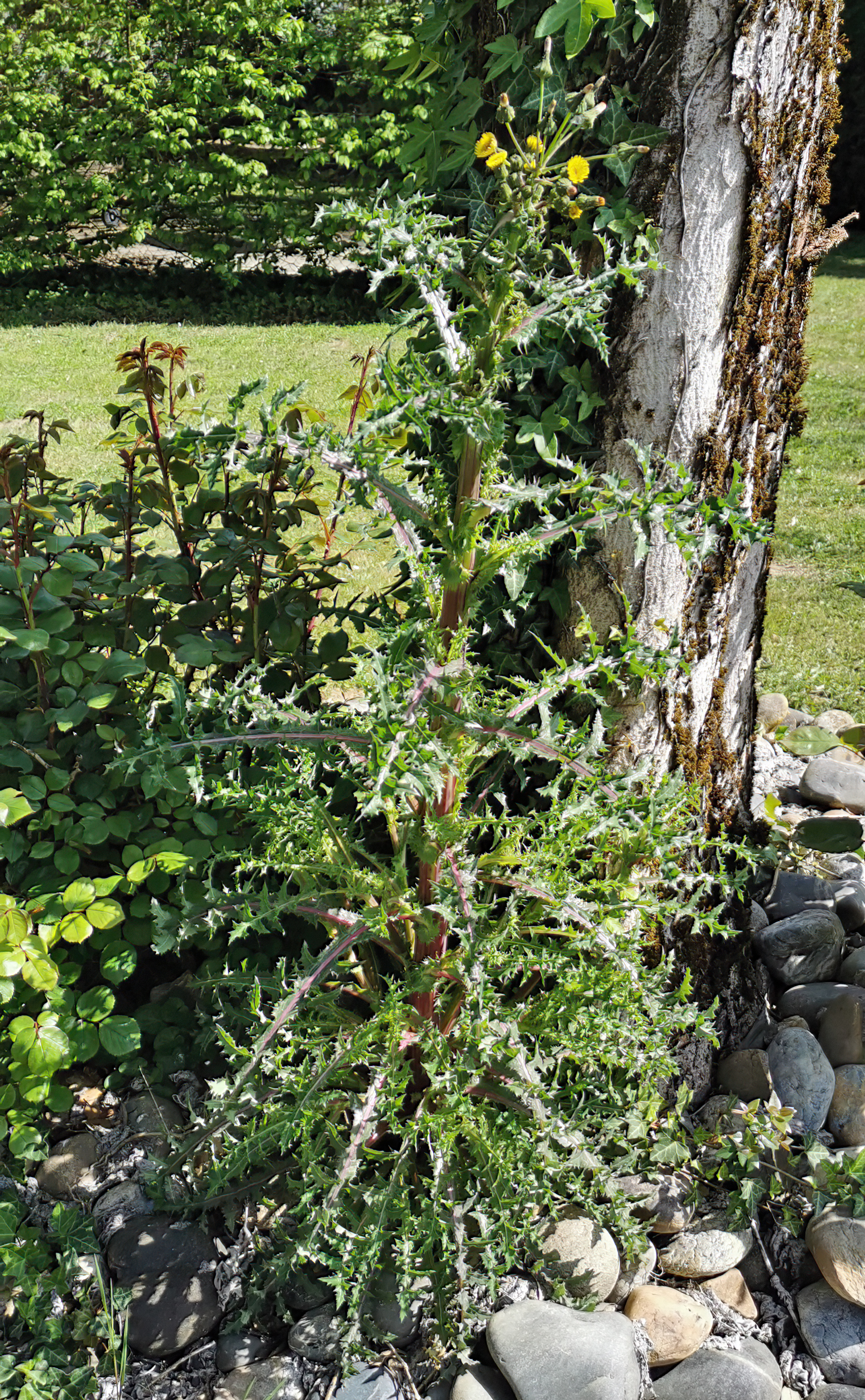
Habitus

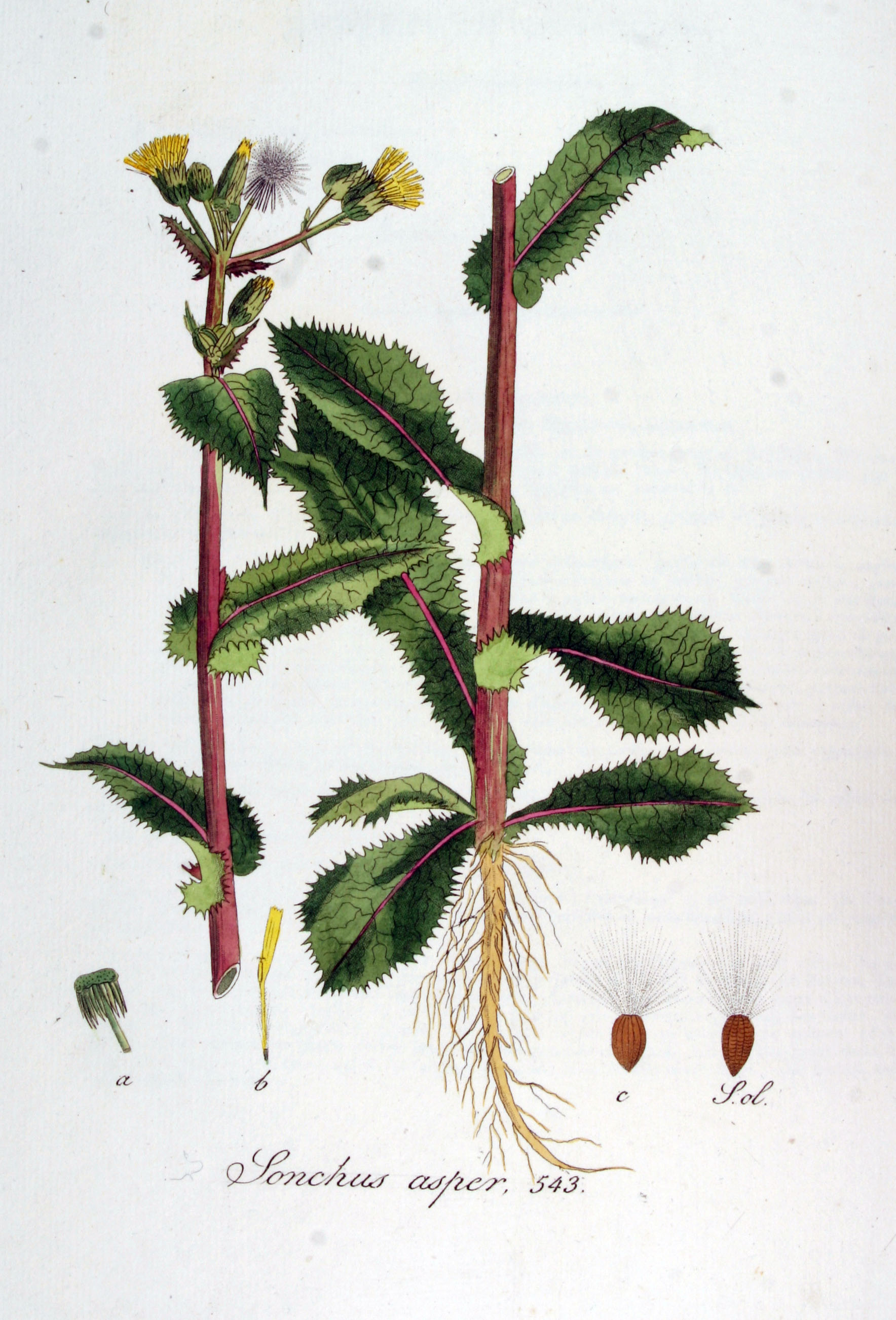
Illustration aus Flora Batava, Volume 7

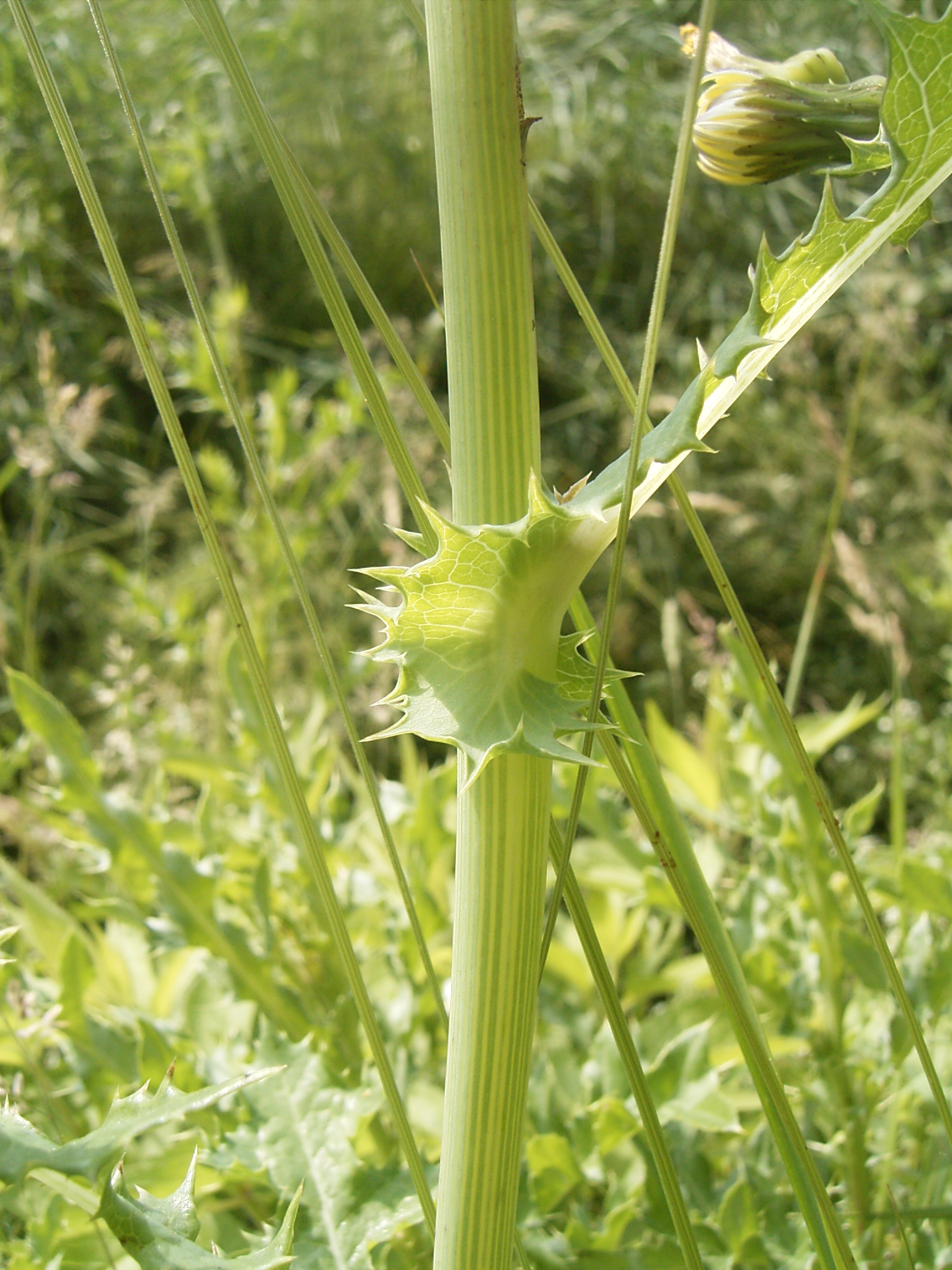
Stängel und Laublattbasis

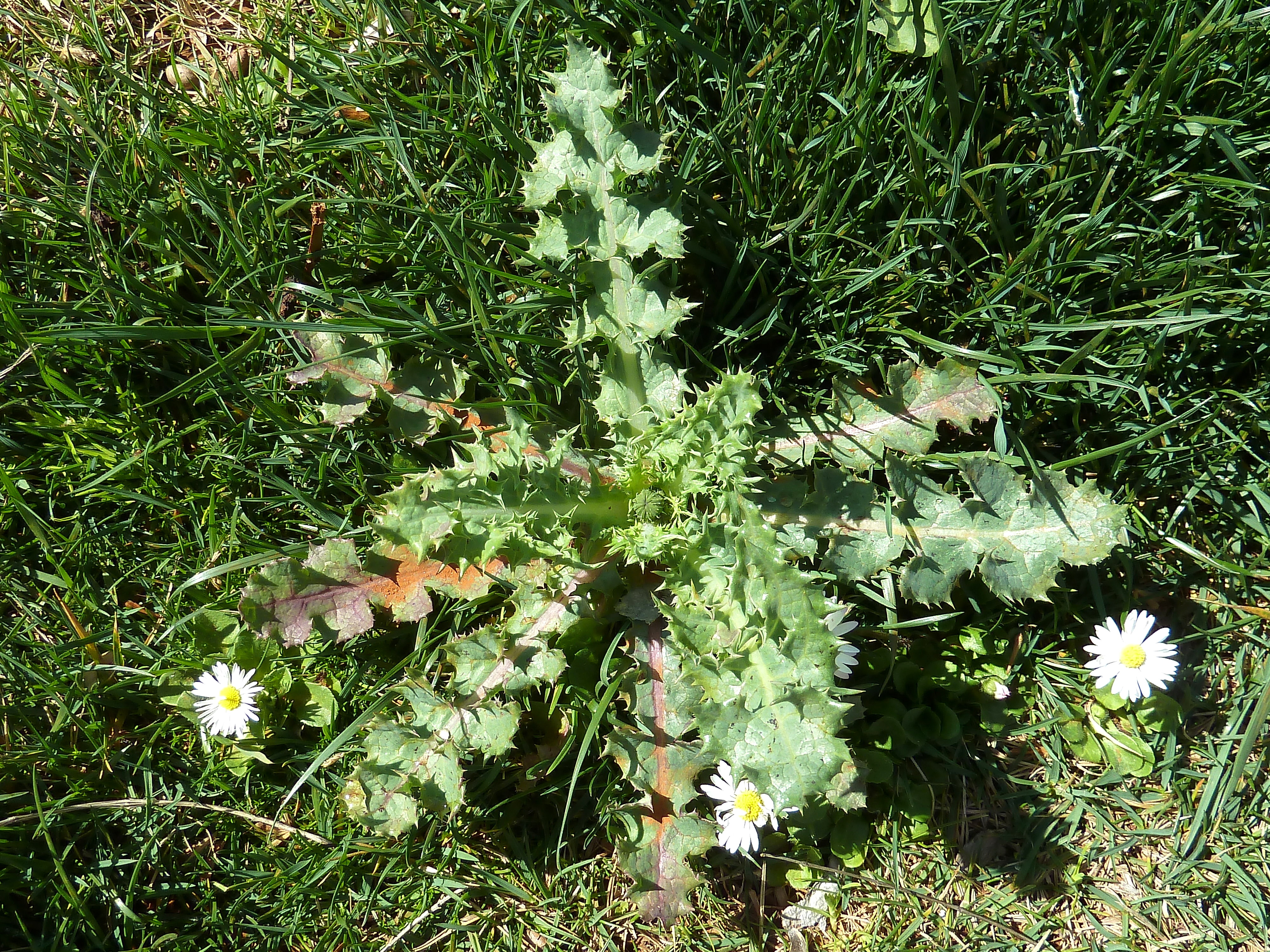
Blattrosette

### Vegetative Merkmale
Die Raue Gänsedistel ist eine einjährige, selten auch winterannuelle krautige Pflanze, die Wuchshöhen von 30 bis 80 oder bis zu 120 Zentimetern, in seltenen Fällen jedoch sogar über 200 Zentimetern, erreicht. Der aufrechte, hohle, fleischige, meist verzweigte Stängel ist kahl oder im obersten Teil mit Stieldrüsen behaart.
Die Laubblätter sind in einer grundständigen Rosette und wechselständig am Stängel verteilt angeordnet. Die etwas steifen Blattspreiten sind derb (starrer als die der Kohl-Gänsedistel), dunkelgrün und oberseits glänzend. Der Blattrand ist stechend-dornig gewimpert oder fein stachelig und stechend gezähnt. Die Blattspreite kann von tief fiederspaltig bis nahezu ungeteilt mit spatelförmigem Umriss variieren. Am stängelumgreifenden Blattgrund befinden sich gerundete, deutlich an den Stängel anliegende Öhrchen; diese runden Öhrchen sind auch ein Kennzeichen gegenüber der ähnlichen Gemüse-Gänsedistel (Sonchus oleraceus). Bei den unteren Laubblättern ist die Blattspreite in einen geflügelten Stiel verschmälert, die mittleren und oberen sind mit herzförmigem stängelumfassenden Grund sitzend. Bei den mittleren Stängelblättern ist die Blattspreite bei einer Länge von 6 bis 30 Zentimetern sowie einer Breite von 1 bis 15 Zentimetern im Umriss spatelförmig, länglich bis verkehrt-eiförmig oder lanzettlich bis geöhrter Basis und oft fiederlappigem Rand, der meist stechend gezähnt ist. Ihre Blattabschnitte sind mehr oder weniger dreieckig und der Endabschnitt ist meist größer als die seitlichen.

### Generative Merkmale
Die Blütezeit reicht von Juni bis Oktober. Die Körbchen sind in einem rispigen Gesamtblütenstand angeordnet. Die Korbschäfte sind mit gestielten Drüsenhaaren bedeckt, oft blau-bereift und im obersten Bereich schwach keulig verdickt. Die Hülle ist 12 bis 15 Millimeter hoch, am Grund zuletzt weit bauchig und in der Mitte eingeschnürt. Die Hüllblätter sind lanzettlich bis linealisch, auf der Innenseite stark glänzend und mit gestielten Drüsenhaaren bedeckt. Es sind nur gelbe und unterseits rötlich-grau überlaufene Zungenblüten vorhanden. Die Zunge der Zungenblüte ist meist kürzer als die Kronröhre. Die Griffel sind dunkel.
Die strohfarbenen bis rötlich-braunen Achänen sind 2 bis 3 Millimeter lang, deutlich abgeflacht und mehr oder weniger geflügelt, beiderseits mit je drei oder selten fünf Längsrippen versehen, auf der Fläche und zwischen den Rippen glatt und nicht querrunzelig. Der weiße Pappus ist 6 bis 9 Millimeter lang.

### Chromosomensatz
Die Chromosomengrundzahl beträgt x = 9; es liegt Diploidie mit einer Chromosomenzahl von 2n = 18 vor.

## Ökologie

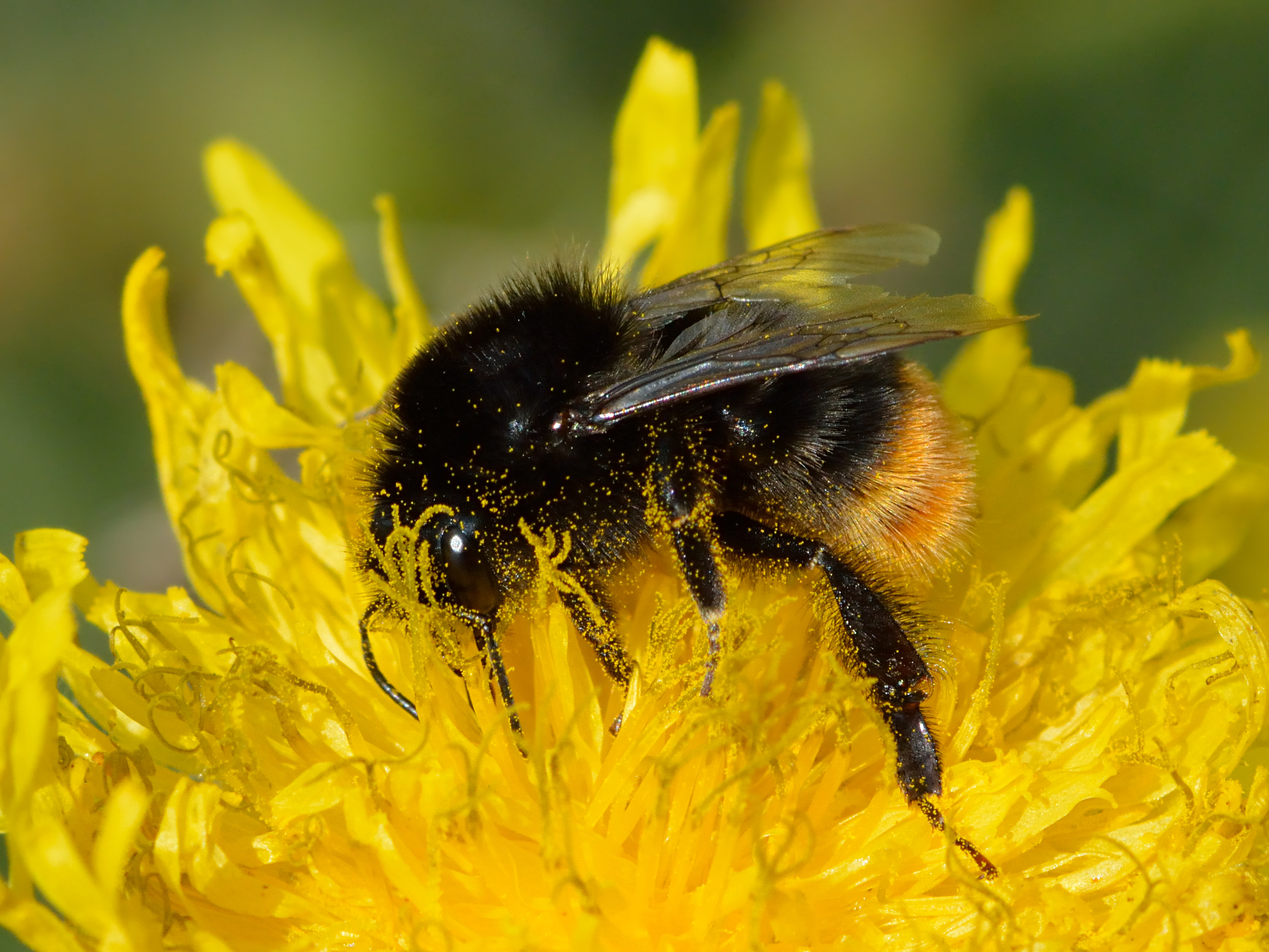
Blütenbesuch durch eine Steinhummel (Bombus lapidarius)

Blütenbesucher sind meist Syrphiden und Schmetterlinge.
Die Diasporen, es sind die Achänen, werden unter anderem durch Wiesenameisen der Gattung Tetramorium ausgebreitet. An einem 140 Zentimeter hohen Pflanzenexemplar wurden 220 Körbchen mit je etwa 250 Achänen, also insgesamt etwa 55.000 Früchte festgestellt.
Gallbildende Insekten sind Aulax sonchi und Cystiphora sonchi.

## Vorkommen
Sonchus asper ist in Makaronesien, Eurasien und Afrika weitverbreitet. Es gibt Fundortangaben für die Kanaren, Madeira, Algerien, Marokko, Tunesien, Libyen, Ägypten, den Sinai, Israel, den Jemen, Eritrea, Äthiopien, den Sudan, Somalia, Kenia, Tansania, Uganda, Kamerun, die Demokratische Republik Kongo, Ruanda, Senegal, Angola, Mosambik, Malawi, Sambia, Simbabwe, Botswana, Madagaskar, Afghanistan, den Iran, Irak, Jordanien, den Libanon, Syrien, die Türkei, Ciskaukasien, Armenien, Aserbaidschan, Georgien, Dagestan, Kasachstan, Kirgisistan, Tadschikistan, Turkmenistan, Usbekistan, Sibirien, Russlands Fernem Osten, Indien, Pakistan, Nepal, die Niederlande, Belgien, das Vereinigte Königreich, Irland, Dänemark, Norwegen, Schweden, Finnland, Deutschland, Österreich, die Schweiz, Tschechien, Ungarn, Polen, die Slowakei, den europäischen Teil Russlands, Belarus, Estland, Litauen, Lettland, die Ukraine, die Krim, Moldawien, Albanien, Bulgarien, Kroatien, Bosnien und Herzegowina, Montenegro, Rumänien, Serbien, Slowenien, Nordmazedonien, Griechenland, Kreta, Zypern, Italien, Sardinien, Sizilien, Spanien, die Balearen, Korsika, Frankreich sowie Portugal. Sonchus asper ist fast weltweit ein Neophyt, beispielsweise in der Neuen Welt, in Australien, Neuseeland, auf den Azoren, Mauritius, Reunion, im Himalaya, in Taiwan, Tibet, China und auf Inseln im Pazifik. In Deutschland ist sie als „verbreitet“ eingestuft.
Die Raue Gänsedistel besiedelt Wegränder, Schuttplätze, Gärten, Äcker und Ufer, bevorzugt an frischen bis feuchten Standorten. Sie gedeiht auf frischen bis feuchten, nährstoffreichen, neutral-milden, humosen, sandigen oder reinen Lehmböden. Sie ist pflanzensoziologisch in Mitteleuropa eine Charakterart der Ordnung Polygono-Chenopodietalia. Sie kommt auch in Pflanzengesellschaften der Verbände Chenopodion rubri und Arction und in grundfeuchten Secalietea-Gesellschaften vor. In den Allgäuer Alpen steigt sie im Tiroler Teil oberhalb Elbigenalp bis zu einer Höhenlage von 1250 Metern auf. In der Schweiz erreicht sie im Engadin bei St. Moritz eine Höhenlage von 1800 Meter.
Über den Zivilisationseinfluss liegen nach Kunick und Wittig bei der Rauen Gänsedistel folgende Aussagen vor: polyhemerob: Sie kommt in Sonderkulturen, wie Obst- sowie Weinbau und Ackerfruchtfolgen mit stark selektierter Beikrautflora, auf Abfalldeponien, Abraumhalden, Trümmerschuttflächen und teilversiegelten Flächen beispielsweise auf gepflasterten Wegen sowie geschotterten Gleisanlagen und anhaltend stark veränderten Biotopen vor. Die Raue Gänsedistel ist a-euhemerob also gedeiht sie in Ackerfluren mit typisch entwickelter Unkrautflora, des Ansaatgrünlandes, armer Zierrasen, der Intensivforste mit kaum entwickelter Krautschicht und Rieselfelder. Sie ist urbanoneutral, es liegt keine Tendenz zu siedlungsnahen oder siedlungsfernen Standorten vor.
Die ökologischen Zeigerwerte nach Ellenberg sind: Lichtzahl 7 = Halblichtpflanze, Temperaturzahl 5 = Mäßigwärmezeiger, Kontinentalitätszahl = indifferent, Feuchtezahl 6 = Frische- bis Nässezeiger, Feuchtewechsel = keinen Wechsel der Feuchte zeigend, Reaktionszahl 7 = Schwachbasenzeiger, Stickstoffzahl 7 = Stickstoffreichtum zeigend, Salzzahl 1 = salzertragend, aber meist keinen oder geringen Salzgehalt zeigend, Schwermetallresistenz = nicht schwermetallresistent.
Die ökologischen Zeigerwerte nach Landolt et al. 2010 sind in der Schweiz: Feuchtezahl F = 3+ (feucht), Lichtzahl L = 4 (hell), Reaktionszahl R = 3 (schwach sauer bis neutral), Temperaturzahl T = 3+ (unter-montan und ober-kollin), Nährstoffzahl N = 4 (nährstoffreich), Kontinentalitätszahl K = 3 (subozeanisch bis subkontinental), Salztoleranz = 1 (tolerant).

## Systematik
Die Erstveröffentlichung erfolgte 1753 als Varietät Sonchus oleraceus var. asper durch Carl von Linné in Species Plantarum, Tomus II, Seite 794. Die Einstufung als Art Sonchus asper (L.) Hill wurde 1769 durch John Hill in Herbarium Britannicum ... Band 1, S. 47 veröffentlicht. Das Artepitheton asper bedeutet „rau“. Ein weiteres Synonym für Sonchus asper (L.) Hill ist Sonchus spinosus Lam.
Je nach Autor gibt es etwa zwei Unterarten:
- Sonchus asper (L.) Hill subsp. asper[11][9]
- Blaugrüne Raue Gänsedistel (Sonchus asper subsp. glaucescens (Jord.) Ball, Syn.: Sonchus glaucescens Jord., Sonchus eryngiifolius Grossh., Sonchus nymanii Tineo & Guss., Sonchus asper subsp. nymanii (Tineo & Guss.) Hegi)[11][9][12]